# Trøllhøvdi
Trøllhøvdi (en français : Tête de Troll) est un îlot des îles Féroé situé au large de la pointe nord de Sandoy. Avec ses 19 hectares, Trøllhøvdi est le troisième îlot des îles Féroé.
L'îlot mesure environ 850 mètres de long pour 320 mètres de large (maximum) et se trouve à 9 km de Kirkjubøur.
L'îlot est inhabité. On y trouve un grand nombre d'oiseaux : Guillemot de Troïl, Petit Pingouin, Mouette tridactyle, Macareux moine, Puffin des Anglais, Fulmar boréal, Océanite tempête, Goéland brun ainsi que d'autres oiseaux plus petits.